# Nœud en tête d'alouette
Le nœud de l'alouette, ou simplement tête d’alouette, est un nœud d'accroche. Il est utilisé essentiellement pour attacher un cordage à un crochet, un tube ou un anneau.

## Histoire
Très simple, le nœud d'alouette existait déjà au Ier siècle, comme en témoigne une monographie du médecin grec Heraklas portant sur les nœuds et bandages chirurgicaux .

## Nouage
Une méthode simple consiste à passer une ganse derrière le support (ici un anneau), puis passer les deux extrémités dans la ganse devant le support. Cette méthode est facile à faire et défaire, mais a comme inconvénient de nécessiter de disposer des deux extrémités du cordage libre.

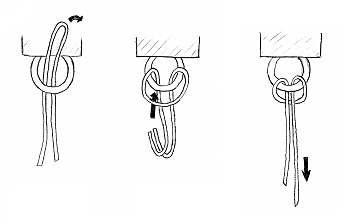
Réalisation du nœud d'alouette

## Usage
Pour qu'il soit efficace, les deux brins doivent être soumis à une tension équivalente, faute de quoi il risque de glisser.

Il constitue le principal nœud d'attache pour les lignes de cerfs-volants ou en kite-surf.

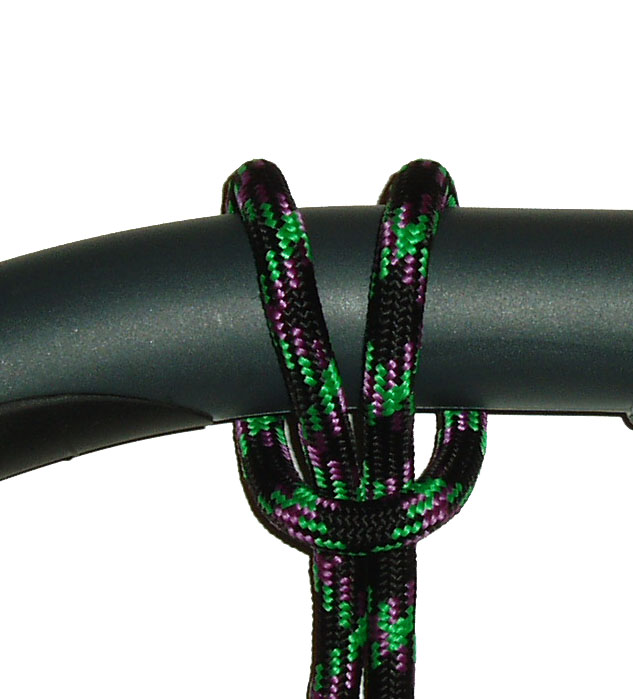
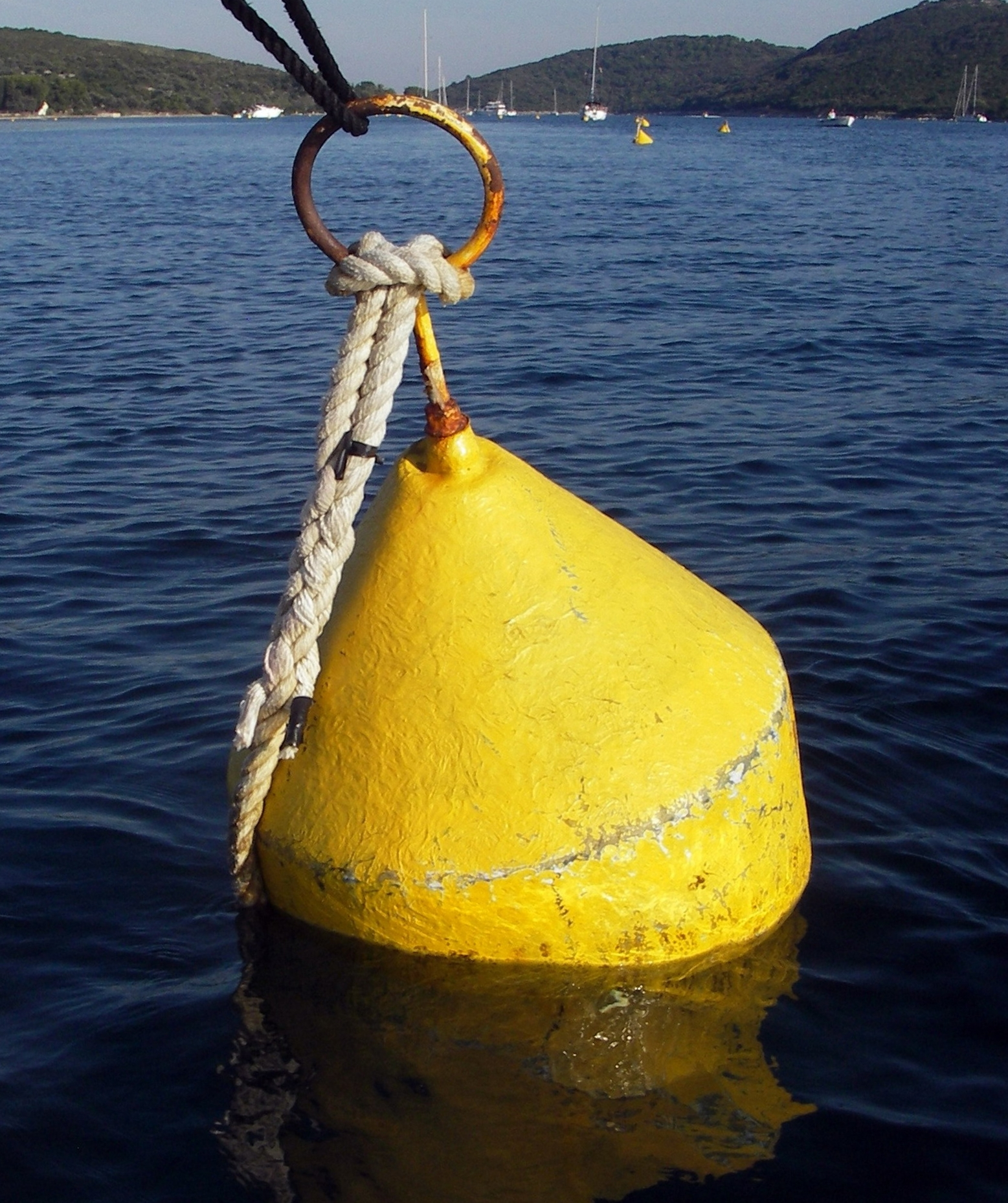
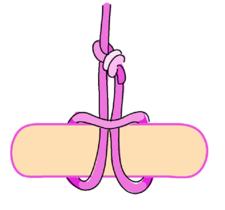

## Variantes
Accroché à un autre cordage, il peut être transformé en nœud plat.
En faisant deux tours ou plus autour du support avant de repasser les brins dans la ganse, on obtient un nœud de Prusik.
En ne faisant passer qu'une seule extrémité dans la ganse, le nœud peut servir à fermer un sac avec une longueur limitée de corde : les deux extrémités sont ensuite liées pour sécuriser le nœud et réaliser une poignée, par exemple avec un nœud de pêcheur double.
Une tête d’alouette réalisée avec un lien large et non élastique peut permettre de faire un garrot improvisé. Les deux brins seront serrés dans des directions opposés pour mettre le nœud en compression et ainsi arrêter le saignement.